# Gilbert Montagné

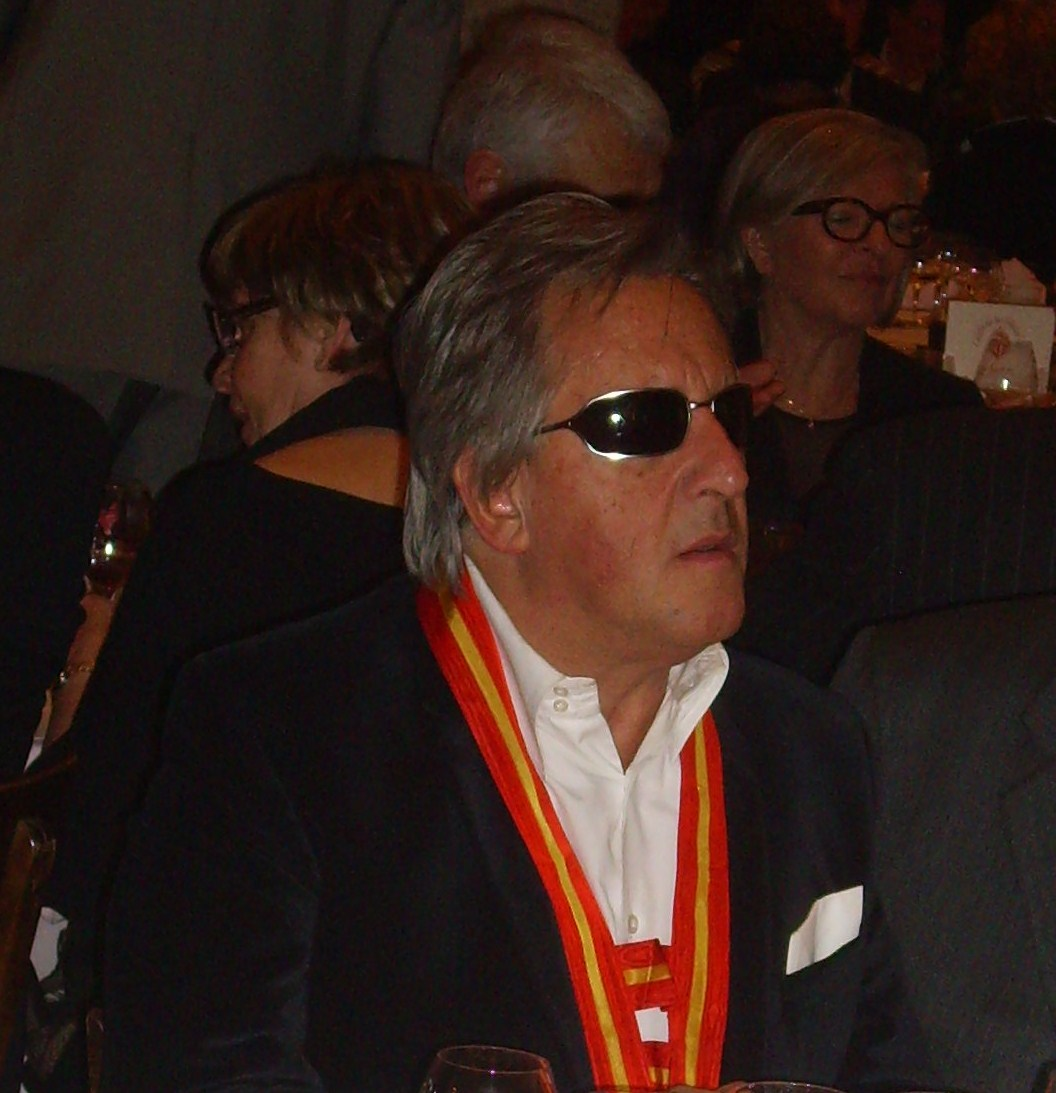
Gilbert Montagné (2011)

Gilbert Montagné (* 28. Dezember 1951 in Paris) ist ein französischer Sänger.

## Die musikalische Lehre
Der am 28. Dezember 1951 in Paris geborene Gilbert Montagné, der aufgrund der Frühgeborenenretinopathie blind ist, ist das vierte Kind einer Familie aus einfachen Verhältnissen. Bereits sehr früh entdeckte er die Musik in einer Musikschule in Saint-Mandé, wo er eine klassische Ausbildung erhielt. Dennoch entwickelte er von selbst einen Musikgeschmack, der trotz seiner Vielfalt im Bereich Jazz und Rock anzusiedeln ist. Die nächsten sechs Jahre verbrachte er am Nationalen Institut für junge Blinde an der Place des Invalides. Während dieses Aufenthalts erwarb Gilbert Montagné eine Orgel, ein Instrument, das seinen Wunsch, Musiker zu werden, noch verstärkte.

## Auf Entdeckungsreise in Amerika
Im Sommer 1968, im Alter von 16 Jahren, entschied sich Gilbert Montagné, einigen Musikproduzenten seine Musik vorzuspielen. Diese warfen ihm jedoch vor, zu amerikanisch zu klingen. Trotz allem nahm er eine Schallplatte Quand on ferme les yeux, zu Deutsch „Wenn man die Augen schließt“, auf, deren Texte von Pierre Delanoé geschrieben wurden. Von der Platte nahm kaum jemand Notiz. Daher entschloss er sich, seine Schwester, eine Französischlehrerin in Miami, zu besuchen. Dort schrieb er sich an der Universität ein und studierte klassische Musik. In seiner Freizeit spielte er Jazz und Soulmusik. Allein oder mit Freunden bildete er sehr schnell eine Band, die den ganzen Winter in Clubs in Miami oder New York auftrat.

## Sein erster Erfolg
1971 überzeugte ihn ein Telefonat mit Salvatore Adamo, wieder nach Europa zu kommen. Im Mai des gleichen Jahres befand sich Montagné schließlich in London, zusammen mit den Chorsängern von Joe Cocker und Elvis Presley, um das Lied The Fool, zu Deutsch „Der Dummkopf“, aufzunehmen. Das Lied erreichte in zwölf Ländern die Spitze der Hitparaden. Darauf folgten Tourneen sowie Fernseh- und Radioauftritte. Auf Einladung Julien Clercs hatte Gilbert seine ersten Auftritte in der Olympiahalle, einer Konzerthalle in Paris, und drehte ebenfalls einen Kurzfilm, der sein Leben schildert. Zu diesem Zeitpunkt war Gilbert Montagné gerade einmal 20 Jahre alt. Darauf folgten 1973 sein zweites Album und 1976 noch ein drittes. Er heiratete Maureen Byrne, von der er sich 1993 scheiden ließ. Im Jahr 1975 wurde sein erster Sohn Eric geboren, der heute in Paris im Hotelgewerbe arbeitet. Zehn Jahre später wurde Nicolas geboren, der heute mit seiner Mutter in Kanada lebt.

## Die Rückkehr nach Europa
Engagiert von Johnny Hallyday nach fünf Jahren „Exil“, nahm Gilbert Montagné als Klavierspieler an einem Konzert im „Pavillon de Paris“ im Nordosten der französischen Hauptstadt teil. Danach startete er sein großes Comeback in der Öffentlichkeit, indem er 1980 den Song Believe in me, zu Deutsch „Glaub an mich“, aufnahm. Drei Jahre später bekam er für sein Album Liberté, zu Deutsch „Freiheit“, eine Platin-Schallplatte. Viele Lieder dieses Albums, unter anderem On va s’aimer, zu Deutsch „Wir werden uns lieben“, und Sous les sunlights des tropiques, zu Deutsch „Unter der tropischen Sonne“, schrieb Didier Barbelivien.

## Der große Erfolg
Während der 1980er Jahre absolvierte er eine Tournee nach der anderen und veröffentlichte mehrere Alben kurz nacheinander (Quelques notes de musique, Je veux tout, Plus fort la vie, Perdu dans New York, Le coeur en sursis), bevor er sich 1990 schließlich entschied, nach Kanada zu ziehen. Seine goldenen und Platin-Schallplatten durch die sehr erfolgreichen Tourneen und den Verkauf der zugehörigen CDs sowie seine Live-Doppel-CD ließen seine Erfolge immer größer werden. Nach acht Jahren Zusammenlebens mit Nikole wurde sie schließlich seine zweite Frau. Nach einer schönen Hochzeitsreise nach Bali setzte Gilbert seinen ständigen Kampf für Blinde, vor allem durch europaweite Projekte zur Etikettierung von Produkten in Blindenschrift, fort. Nach einer dreißigjährigen Karriere beschloss er schließlich, sich aus der Musikbranche zurückzuziehen.

## Diskografie

### Studioalben
- 1971: The Fool
- 1973: De la musique
- 1976: Y faut qu’ça swing
- 1981: Ta vie
- 1984: Liberté (FR: Platin)
- 1985: Quelques notes de musique
- 1987: Vivre en couleurs
- 1989: Entre douceur et violence
- 1991: Accord magique
- 1993: Rien qu’une amitié
- 1995: Le Meilleur de Gilbert Montagné (FR: Platin)
- 1996: Comme une étoile (FR: Gold)
- 1998: Mélange de couleurs
- 2002: Rien sans ton amour
- 2006: Get Ready
- 2016: Gilbert chante Bécaud
- 2018: La Niña

### Livealben
| Jahr | Titel                        | Höchstplatzierung, Gesamtwochen, AuszeichnungChartsChartplatzierungen (Jahr, Titel, Platzierungen, Wochen, Auszeichnungen, Anmerkungen) | Anmerkungen |
| Jahr | Titel                        | FR | Anmerkungen |
| ---- | ---------------------------- | --- | ----------- |
| 1984 | On va s’aimer à L’Olympia 98 | FR64 (2 Wo.)FR |             |

Weitere Livealben
- 1985: À l’Olympia – Live
- 2012: En live à la salle Gaveau

### Kompilationen
- 1992: Fou de musique
- 1997: Les Plus belles chansons (FR: ×2Doppelgold )
- 2003: Best of
- 2007: Gold
- 2012: Master série

### Singles
| Jahr | Titel Album                              | Höchstplatzierung, Gesamtwochen, AuszeichnungChartplatzierungen (Jahr, Titel, Album, Platzierungen, Wochen, Auszeichnungen, Anmerkungen) | Höchstplatzierung, Gesamtwochen, AuszeichnungChartplatzierungen (Jahr, Titel, Album, Platzierungen, Wochen, Auszeichnungen, Anmerkungen) | Anmerkungen                                                   |
| Jahr | Titel Album                              | FR | DE | Anmerkungen                                                   |
| ---- | ---------------------------------------- | --- | --- | ------------------------------------------------------------- |
| 1984 | Just For Tonight / On va s’aimer Liberté | FR154 (… Wo.)FR | DE42 (9 Wo.)DE | Erstveröffentlichung: Juni 1984 Charteinstieg in FR erst 2012 |
| 1984 | J’ai le blues de toi Liberté             | FR14 (15 Wo.)FR | — | Erstveröffentlichung: Dezember 1984                           |
| 1985 | Les sunlights des tropiques Liberté      | FR14 (18 Wo.)FR | — | Erstveröffentlichung: April 1985                              |
| 1996 | Comme une étoile                         | FR35 (9 Wo.)FR | — | Erstveröffentlichung: März 1996                               |
| 1996 | Ma chérie Comme une étoile               | FR39 (4 Wo.)FR | — | Erstveröffentlichung: September 1996                          |
| 2001 | Un vrai Noël –                           | FR86 (2 Wo.)FR | — | Erstveröffentlichung: Dezember 2001                           |